# Патешко конфи
Патешко конфи (на френски: confit de canard), или „гъска конфи“, е кулинарен специалитет на югозападна Франция.

## Конфи
Терминът „конфи“ има френски корени и в превод означава „запазен“, „съхранен“, като целта е да се съхрани месото за по-дълго време. С тази техника за консервира месо от патици, гъски или свине. Техниката „конфи“ има дълга история и се превръща в неизменна част от традиционната френска кухня.
Консервирането се изразява в готвене на месото в собствената му мазнина (76–135 °C) и съхраняване в покрит съд. Мазнините уплътняват пространството на съда и не позволяват на бактериите да го развалят. При тази техника месото се готви продължително време на слаб огън около 100 градуса. Много важно е температурата на мазнината да се поддържа постоянна, тъй като патешкото не трябва да се пържи, за да не изтича собствения му сок, нито да плува в мазнината без обработка.

## Патешко конфи
Ястието „патешко конфи“ става популярно през XIX век, след появата на интереса към приготвяне и консумиране на гъши дроб. По това време в района на Байон се произвежда много царевица, което създава условия за угояването на птици. При липсата на хладилници, консервирането в собствен сос е начин, по който продуктите да се запазят по дълго.
Процесът на приготвяне на бутчето в собствена мазнина запазва месото крехко, ароматно и вкусно. Солта е основна съставка в рецептата, като освен нея могат да се добавят и други подправки като прясна мащерка, дафинов лист, чесън, лук, черен и червен пипер.